# إيلينغ الشمالية (دائرة انتخابية في المملكة المتحدة)
إيلينغ الشمالية (بالإنجليزية: Ealing North)‏ هي إحدى الدوائر الانتخابية في المملكة المتحدة الممثلة في مجلس العموم في برلمان المملكة المتحدة.
عضو البرلمان الذي يمثلها حالياً هو :Stephen Pound (Lab).